# Konsensus waszyngtoński
Konsensus waszyngtoński – dokument, będący podstawą poprawnie prowadzonej i zalecanej polityki gospodarczej USA, przedstawiony przez amerykańskiego ekonomistę Johna Williamsona pod koniec lat 80. XX wieku. Obecnie jest kanonem polityki gospodarczej Międzynarodowego Funduszu Walutowego oraz Banku Światowego.
Początkowo był opracowany w celu zastosowania w krajach Ameryki Łacińskiej, jednak później rozciągnięto go na inne kraje, przechodzące trudności gospodarcze lub znajdujące się w procesie transformacji systemowej. Również Polska, przechodząc transformację, korzystała z jego założeń, np. podczas opracowywania planu Balcerowicza.
Dokument ten stał się teoretyczną podstawą poprawnie prowadzonej i zalecanej polityki gospodarczej państwa. Konsensus do dziś jest kanonem polityki gospodarczej propagowanej przez Międzynarodowy Fundusz Walutowy oraz Bank Światowy. Zgodny z nim jest także obowiązujący, choć często naruszany Paktem Stabilności i Wzrostu zawarty w 1997 roku przez państwa członkowskie Unii Europejskiej.

## Podstawy Konsensusu waszyngtońskiego
Dokument opierał się na 10 podstawowych punktach, które powinny być realizowane w celu zapewnienia stabilnego i zrównoważonego wzrostu i rozwoju gospodarczego.
1. Utrzymanie dyscypliny finansowej
2. Ukierunkowanie wydatków publicznych na dziedziny, które gwarantują wysoką efektywność poniesionych nakładów i przyczyniają się do poprawy struktury podziału dochodów
3. Reformy podatkowe ukierunkowane na obniżanie krańcowych stóp podatkowych i poszerzanie bazy podatkowej
4. Liberalizacja rynków finansowych w celu ujednolicenia stóp procentowych
5. Utrzymywanie jednolitego kursu walutowego na poziomie gwarantującym konkurencyjność
6. Liberalizacja handlu
7. Likwidacja barier dla zagranicznych inwestycji bezpośrednich
8. Prywatyzacja przedsiębiorstw państwowych
9. Deregulacja rynków w zakresie wchodzenia na rynek i wspierania konkurencji
10. Gwarancja praw własności

Konsensus waszyngtoński zakładał dyscyplinę monetarną, reformę i uproszczenie systemu podatkowego, liberalizację handlu zagranicznego, ułatwienia w zakładaniu firm.

## Uzupełnienia do Konsensusu
W następnych latach wprowadzano zmiany do Konsensusu. Początkowo uzupełniono go o dwubiegunowe – bipolarne założenia dotyczące systemu kursów walutowych, które powinny być bądź całkowicie sztywne, bądź całkowicie płynne. Następna zmiana wprowadzała pełną liberalizację rynku kapitałowego. Postulowano utworzenie niezależnego banku centralnego, silnego aparatu skarbowego, niezależnego sądownictwa.
Uzupełnienia do konsensusu:
1. Wzmacnianie systemu finansowego poprzez zwiększenie odporności kraju na kryzysy walutowe
2. Dbałość o system zabezpieczenia społecznego
3. Wzmacnianie instytucjonalnych ram funkcjonowania gospodarki
4. Zwiększenie nakładów na edukację

## Krytyka Konsensusu
„Konsensus waszyngtoński” spotkał się z ostrą krytyką ze strony części ekonomistów. Jednym z bardziej znanych krytyków Konsensusu jest Joseph E. Stiglitz – noblista w dziedzinie ekonomii z 2001 roku – który wypowiadał się w jego kwestii w szczególności w kontekście regionu Europy Środkowo-Wschodniej (państwa postsocjalistyczne) oraz Azji (Chiny). Jako że w większości przypadków założenia waszyngtońskie miały być implementowane w państwach rozwijających się, w praktyce wyszło na jaw, że wiele z nich było niewystarczająco przygotowanych pod względem gospodarczym na przyjęcie postulatów Konsensusu oraz tempa ich wprowadzania. Okazało się, iż wiele słabszych gospodarek rozwijających się, liberalizowało swoje systemy finansowe, posiadając jednocześnie niedojrzałe systemy bankowe oraz regulacje związane z przepływami finansowymi.
Joseph Stiglitz podkreśla również, że stosowanie tego samego mechanizmu we wszystkich przypadkach nie było odpowiednim działaniem, gdyż warunkiem zrównoważonego rozwoju krajów rozwijających się jest wzięcie kwestii polityki gospodarczej w swoje własne ręce, a nie stosowanie narzuconych z góry dokumentów programowych.
Można pokrótce wyróżnić główne problemy wynikające z wprowadzenia założeń Konsensusu:
1. Zbytnia liberalizacja rynków kapitałowych skutkowała przepływem kapitału z państw rozwijających się do państw, które narzuciły konsensus
2. Zbyt duży stopień liberalizacji handlu nie zawsze dawał pozytywne efekty
3. Systemy zabezpieczeń socjalnych były zbyt mało sprawne w kontekście wprowadzanych zmian, szczególnie na polu prywatyzacji, co w efekcie przyczyniało się do niszczenia miejsc pracy, a nie tworzenia nowych
4. Nadmierna surowość założeń „Konsensusu Waszyngtońskiego” dławiła wzrost gospodarczy
5. Konsensus okazał się dokumentem wyrażającym interesy przede wszystkim Międzynarodowego Funduszu Walutowego, Banku Światowego, Światowej Organizacji Handlu i Ministerstwa Skarbu USA.

Efekty polityki wymuszanej przez porozumienie waszyngtońskie nie były zachęcające. W większości krajów, które oparły się na jego zasadach, rozwój był powolny, a tam, gdzie występował wzrost, korzyści nie były równo dzielone (...) Reformy oparte na porozumieniu waszyngtońskim wystawiły kraje na zwiększone ryzyko, przy czym ryzyko to w nieproporcjonalnie dużym stopniu ponosili ci, którzy byli najmniej zdolni do poradzenia sobie z nim